# Leishangthem Tonthoingambi Devi

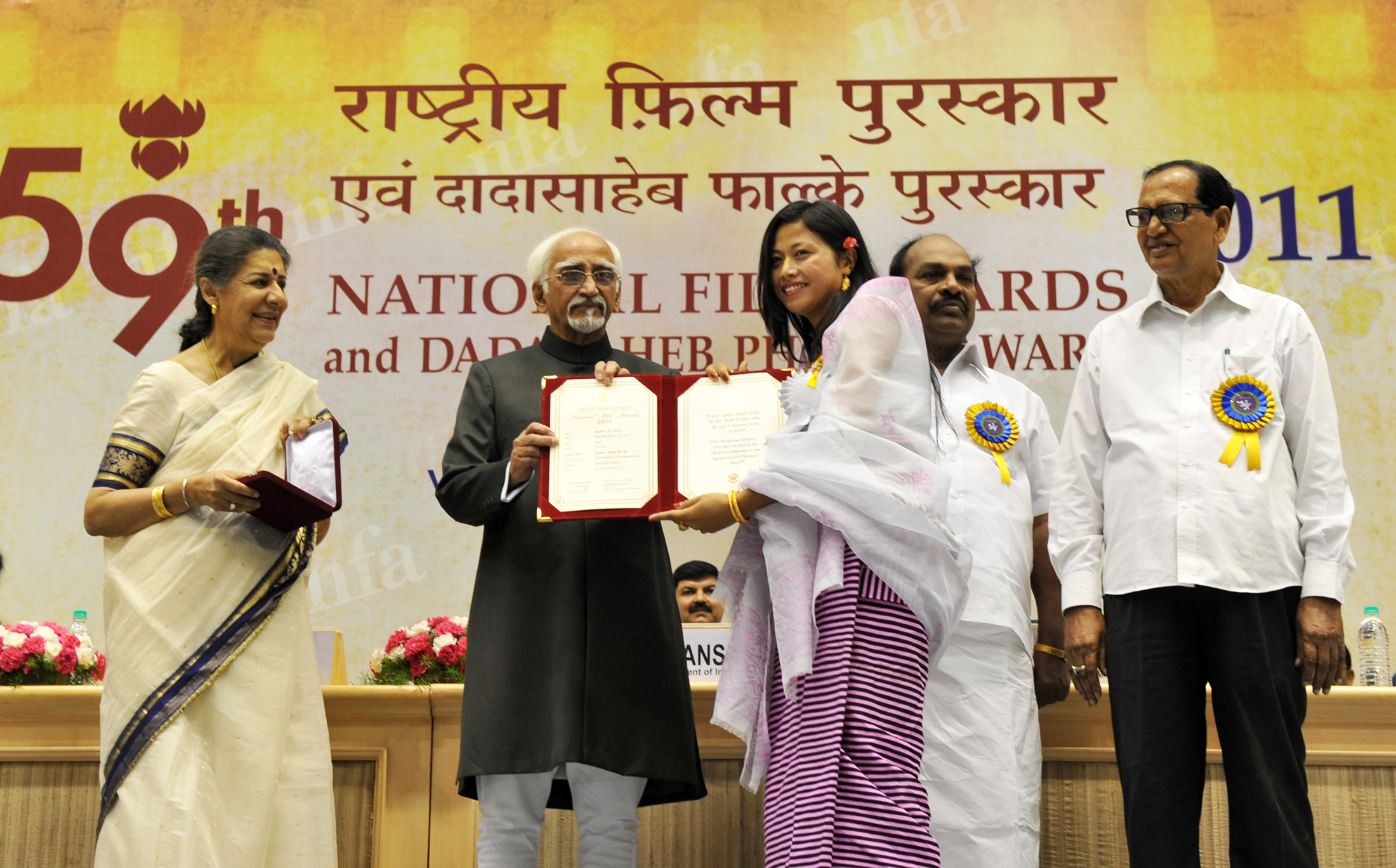
Thonthoi z wiceprezydentem Indii Mohammedem Hamidem Ansarim (2012)

Leishangthem Tonthoingambi Devi (ur. 17 października 1986) – indyjska aktorka filmowa i telewizyjna.

## Życiorys

### Pochodzenie i wykształcenie
Pochodzi z Keikhu w północno-wschodnim stanie Manipur. Rozpoznawalność zdobyła pod przyjętym pseudonimem, Thonthoi. Należy do grupy etnicznej Meitei, głównej grupy etnicznej Manipuru. Jest córką L. Ibungomacha Singha i Leibaklei Devi, jak również najmłodszym z ich pięciorga dzieci. Wywodzi się z klanu Chenglei/Sarangleisangthem. Jej macierzystą społeczność uznaje się, zgodnie z tradycyjnym porządkiem warnowym, za kszatrijów. W kontekście manipurskim wszelako przynależność do tej grupy oznacza przede wszystkim, że aktorka wywodzi się z osiadłej od wieków w Manipurze rodziny konwertytów na hinduizm.

### Działalność artystyczna
W 2006 zwyciężyła w programie rozrywkowym Dawn 2006 zorganizowanym przez Bright Films. Sukces ten utorował jej drogę do kariery aktorskiej. Rozpoczęła ją jeszcze w 2006, wcielając się w niewielką rolę w filmie Nang na Thawaini. Zdobyła uznanie dzięki filmom takim jak Sakhenba Bhoot (2009) Thoicha (2010), Paokhum (2011) oraz Nungsibi Kabo Valley (2011). Rola Yaiphabi w opowiadającym o relacji między matką a synem w targanym wojną partyzancką Manipurze Phijigee Mani (2011) spotkała się z entuzjastycznymi recenzjami, przyniosła jej też Narodową Nagrodę Filmową dla najlepszej aktorki drugoplanowej.
Ceniona za wszechstronność, naturalność i umiejętność odnalezienia się zarówno w filmach komercyjnych, jak i mających wysoką wartość artystyczną. Laureatka wielu nagród związanych z manipurskim przemysłem filmowym, w tym nagrody specjalnej 11. Manipur State Film Awards (2018). Otrzymywała również wyróżnienia przyznawane artystom związanym z szerzej pojętym środowiskiem filmowym północno-wschodnich Indii, takie jak Prag Cine Awards North-East (2016, 2018).
Jej filmografia obejmuje kilkanaście pełnometrażowych filmów, a także seriale telewizyjne i sieciowe. Oprócz produkcji w ojczystym manipuri, występuje również w obrazach w języku assamskim. Próby zaangażowania jej w projekty związane z komercyjnym kinem hindi spotykały się z ostrym sprzeciwem nacjonalistycznych bojówek manipurskich.